# Aire d'attraction de Bourges
L'aire d'attraction de Bourges est un zonage d'étude défini par l'Insee pour caractériser l’influence de la commune de Bourges sur les communes environnantes. Publiée en octobre 2020, elle se substitue à l'aire urbaine de Bourges, qui comportait 71 communes dans le dernier zonage qui remontait à 2010.

## Définition
L'aire d'attraction d'une ville est composée d’un pôle, défini à partir de critères de population et d’emploi ainsi que d’une couronne constituée des communes dont au moins 15 % des actifs travaillent dans le pôle. Le pôle d’attraction constitue ainsi un point de convergence des déplacements domicile-travail,.

## Type et composition
L'aire d'attraction de Bourges est une aire intra-départementale qui comporte 174 771 habitants et 112 communes dans le Cher. 
Elle est catégorisée dans les aires de 50 000 à moins de 200 000 habitants, une catégorie qui regroupe 18,4 % au niveau national.
Avec 174 771 habitants en 2018, l'aire d'attraction de Bourges est la 65e de France et la 3e de la région Centre - Val de Loire.

### Carte

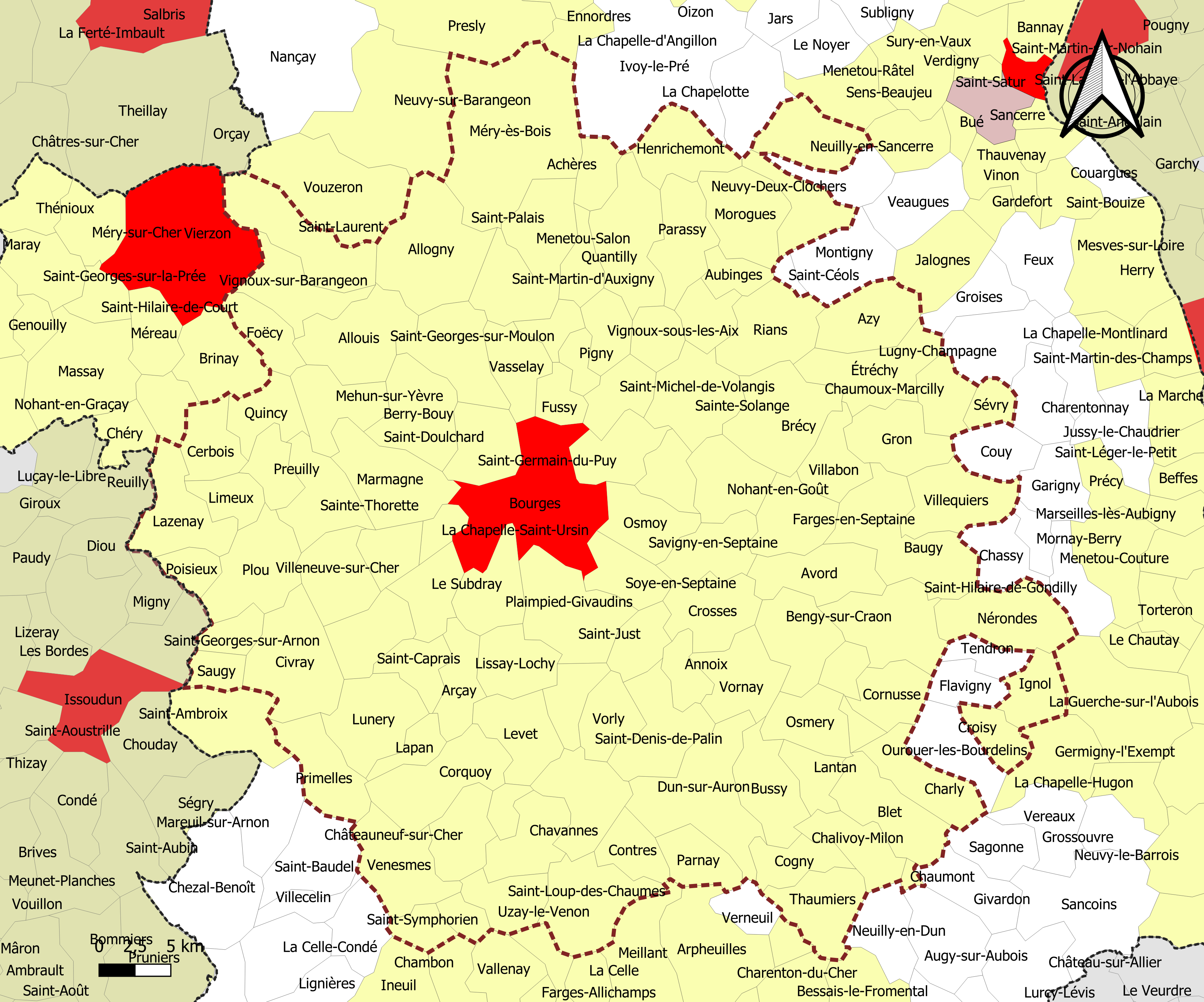
Carte de l'aire d'attraction de Bourges.
Commune-centre
Commune de la couronne

### Composition communale
| Catégorie               | Département | Communes | Communes |
| Catégorie               | Département | Nombre   | Libellé |
| ----------------------- | ----------- | -------- | --- |
| Commune-centre          | Cher        | 1        | Bourges. |
| Communes de la couronne | Cher        | 111      | Achères, Les Aix-d'Angillon, Allogny, Allouis, Annoix, Arçay, Aubinges, Avord, Azy, Baugy, Bengy-sur-Craon, Berry-Bouy, Blet, Brécy, Bussy, Cerbois, Chalivoy-Milon, La Chapelle-Saint-Ursin, Charly, Chârost, Châteauneuf-sur-Cher, Chaumont, Chaumoux-Marcilly, Chavannes, Civray, Cogny, Contres, Cornusse, Corquoy, Crézançay-sur-Cher, Croisy, Crosses, Dun-sur-Auron, Étréchy, Farges-en-Septaine, Foëcy, Fussy, Gron, Henrichemont, Humbligny, Ignol, Jussy-Champagne, Lantan, Lapan, Lazenay, Levet, Limeux, Lissay-Lochy, Lugny-Bourbonnais, Lunery, Marmagne, Mehun-sur-Yèvre, Menetou-Salon, Méry-ès-Bois, Morogues, Morthomiers, Moulins-sur-Yèvre, Nérondes, Neuilly-en-Sancerre, Nohant-en-Goût, Osmery, Osmoy, Parassy, Parnay, Pigny, Plaimpied-Givaudins, Plou, Poisieux, Preuilly, Primelles, Quantilly, Quincy, Raymond, Rians, Saint-Caprais, Saint-Denis-de-Palin, Saint-Doulchard, Saint-Éloy-de-Gy, Saint-Florent-sur-Cher, Saint-Georges-sur-Moulon, Saint-Germain-des-Bois, Saint-Germain-du-Puy, Saint-Just, Saint-Laurent, Saint-Loup-des-Chaumes, Saint-Martin-d'Auxigny, Saint-Michel-de-Volangis, Saint-Palais, Sainte-Solange, Saint-Symphorien, Sainte-Thorette, Saugy, Savigny-en-Septaine, Senneçay, Serruelles, Sévry, Soulangis, Soye-en-Septaine, Le Subdray, Thaumiers, Trouy, Uzay-le-Venon, Vasselay, Venesmes, Vignoux-sous-les-Aix, Vignoux-sur-Barangeon, Villabon, Villeneuve-sur-Cher, Villequiers, Vorly, Vornay. |